# محمد عفيف شلبي
محمد عفيف شلبي (ولد في 14 مارس 1953) هو وزير الصناعة والتكنولوجيا التونسي. وهو حاصل على ديبلوم في الهندسة من المدرسة المركزية للفنون والمعامل بباريس اختصاص اقتصاد سنة 1978.
وبدأ عفيف شلبي حياته المهنية بوكالة النهوض بالصناعة رئيسا لمصلحة الدراسات ثم نائب مدير فمديرا للدراسات، كما شغل خطة مدير عام مساعد بوكالة النهوض بالصناعة 1981-1986 ثم رئيس مركز الدراسات الهندسية بالمدرسة الوطنية للهندسة بتونس 1986/ 1987.
كما تولى منصب مدير التحكم في التكنولوجيات والتحولات الصناعية بوزارة الاقتصاد الوطني 1987-1990 ليشغل بعدها منصب مدير تقييم المشاريع بالبنك التونسي القطرى للاستثمار ثم مديرا عاما للمركز الفنى للنسيج 1998-1992.
وشغل عفيف شلبى خطة مسوءول وطني في مؤسسة أوروبا تونس 2000-2001 وكذلك مديرا عاما لوكالة النهوض بالصناعة 1998-2001. وتولى منذ شهر ديسمبر 2001 خطة مدير عام البنك الدولي التجاري المغاربي. وفي سنة 2004 عين عفيف شلبي وزيرا للصناعة والطاقة والمؤسسات الصغرى والمتوسطة وهو المنصب الذي شغله حتى استقالته بعد استقالة الغنوشي. وعفيف شلبى عضو بالمجلس الاقتصادى والاجتماعي وعضو بالهيئة الوطنية لتقييم البحث. وهو متحصل على الصنف الثاني من وسام الجمهورية والصنف الأول من وسام السابع من نوفمبر.